# Холи Харви Крипен
Холи Харви Крипен (енгл. Hawley Harvey Crippen; Колдвотер, 11. септембар 1862 — Затвор Пентонвил, 23. новембар 1910) (познат и као Доктор Крипен), био је амерички хомеопата и специјалиста за болести уха. Оптужен је за убиство своје супруге Коре Хенријете Крипен и 23. новембра 1910. обешен је у затвору Пентонвил у Лондону. Први је злочинац који је ухапшен захваљујући бежичној комуникацији.

## Биографија
Крипен је рођен у граду Колдвотер у Мичигену, 11. септембра 1862. године. Његови родитељи су били Андрес Скинер (? - 1909) и Мирон Огастус Крипен (1827−1910). Крипен је дипломирао у Мичигенској школи хомеопатске медицине, 1884. године. Крипенова прва жена била је Шарлот која је умрла од можданог удара 1892. године. Крипен се тада преселио у Калифорнију са својим двогодишњим сином Хавлејом Отом. Постао је хомеопата и почео је радити у Њујорку, где је 1894. године оженио своју другу жену Корину Кору Турнер. 1897. године, су се Крипен и његова жена преселили у Енглеску. Крипен је тамо продавао лекове.

## Убиство супруге
Крипен је сазнао да га Кора вара. Он је због тога пронашао љубавницу. Кора је организовала журку 31. јануара 1910. године. Након журке, нестала је. Крипен је тврдио да се Кора вратилау САД, а касније је додао да је тамо умрла и да је њено тело кремирано у Клаифорнији. У међувремену, његова љубавница Етел Неве је почела носити Корину одећу и накит. Полиција је прво чула како је Кора нестала од њене пријатељице. Полиција је претресла кућу Крипенову али ништа није нашла. Крипен је имао интервију са инспектором Валтером Девом. Крипен и његова љубавница су побегли у Брисел. Тамо су провели само једну ноћ у хотелу, а сутрадан су се укрцали на брод СС Монтросе за Канаду.

### Потрага за Крипеном
Њихов нестанак је водила полиција из Скотланд Јарда. У четвртој коначној потрази за њима, пронашли су остатке људског тела сахрањене испод цигли у подруму. Леш је идентификован по комаду коже; пронађени су глава, удови, али никада нису нађени сви делови скелета. У међувремену, Крипен и Неве су били на Атлантику. Капетан Хенри Џорџ Кендал, који је био и капетан брода РМС Царица Ирске је препознао Крипен са потернице. Преко радија, обавестио је полицију да је Крипен на броду. Полиција је тада ухапсила Крипена. Током хапшења, Крипен је рекао: Платићете због ове издаје, господине Кендал. 1914. године, потонуо је брод РМС Царица Ирске чији је капетан био Кендал. Многи данас верују да је за то заслужно Крипеново проклетство.